# Fritzi Brunette
Fritzi Brunette (née Florence Brunet) est une actrice américaine née le 27 mai 1890 à Savannah et décédée le 28 septembre 1943 à Hollywood.

## Biographie
Fritzi Brunette débute au cinéma en 1913. Jusqu'en 1928, elle apparait dans de nombreux films comme vedette de premier plan. Après une éclipse de sept ans, elle revient à l'écran en 1935, mais dans des rôles très secondaires où elle n'est même pas créditée. Son dernier film est une comédie de Charles Lamont You're Telling Me en 1942. Elle a tourné plus de 120 films.
Elle avait épousé l'acteur et réalisateur William Robert Daly.

## Filmographie partielle
- 1912 : Dora de Frank Powell
- 1917 : Beware of Strangers de Colin Campbell
- 1917 : Who Shall Take My Life? de Colin Campbell
- 1918 : Daniel le conquérant (The City of Purple Dreams) de Colin Campbell
- 1918 : The Still Alarm de Colin Campbell
- 1919 : A Sporting Chance d'Henry King
- 1919 : L'Orgueil de la faute (The Woman Thou Gavest Me) de Hugh Ford
- 1921 : The Man from Lost River de Frank Lloyd
- 1921 : Mademoiselle Papillon (The Butterfly Girl) de John Gorman
- 1921 : Sure Fire de John Ford
- 1939 : Lune de miel à Bali (Honeymoon in Bali) d'Edward H. Griffith
- 1942 : You're Telling Me de Charles Lamont